# 六ヶ所村立第二中学校
六ヶ所村立第二中学校（ろっかしょそんりつ だいにちゅうがっこう）は、青森県上北郡六ヶ所村大字倉内にある公立中学校。

## 概要
- 本校は、平成8年に倉内・平沼・中志の3中学校を統合して開校した中学校である。令和2年4月に千歳中学校とも統合した。

## 生徒数
2022年（令和4年）5月1日現在
| 学年 | 1年 | 2年 | 3年 | 特別支援   | 合計 |
| ---- | --- | --- | --- | ---------- | ---- |
| 学級 | 1   | 1   | 1   | 2          | 5    |
| 生徒 | 20  | 29  | 26  | （5） 内数 | 75   |

## 沿革
- 1996年（平成8年）
  - 2月 - 校舎等竣工。
  - 4月1日 - 倉内中学校・平沼中学校・中志中学校を統合し、創立。校歌・校章制定。校舎竣工に伴う寄贈（生徒用図書・テレビカメラ・飾り壷・展示ケース・観葉植物・スリッパ・バスケットボール・バレーボール他）。
  - 4月5日 - 開校記念式典挙行。
  - 8月4日 - グランド物置小屋設置。
  - 12月4日 - 教員住宅等完成。
- 1997年（平成9年）4月1日 - 笹原小学校学区より、本校への入学開始。
- 2000年（平成12年）8月2日 - インターネット開通。
- 2001年（平成13年）
  - 3月24日 - 職員室、教員住宅に防災放送受信機設置。
  - 8月9日 - 生徒用パソコン3台設置。
  - 8月23日 - 体育館へ校歌額設置。
  - 8月27日 - 事務用パソコン2台設置。
  - 10月6日 - 校長室、教室へ校訓額設置。
  - 11月14日 - 職員室に防災用テレビ設置。
- 2002年（平成14年）
  - 3月14日 - スクールバス防災無線取り付け。
  - 3月26日 - スクールバス車庫完成。
- 2003年（平成15年）8月29日 - 生徒・教員用パソコン6台設置。
- 2004年（平成16年）
  - 7月16日 - 日ロ国際交流（ロシア訪問団来校）。
  - 9月30日 - 光ファイバー回線開通。
- 2007年（平成19年）5月21日 - 倉内小学校、耐震問題のため二中校舎へ引っ越し。
- 2008年（平成20年）3月9日 - 倉内小学校、仮校舎完成により引っ越し。
- 2010年（平成22年）6月28日 - 電子情報ボード3台設置。
- 2014年（平成26年）8月18日 - 教師用タブレット5台、生徒用タブレット55台導入。
- 2015年（平成27年）11月15日 - 創立20周年記念式典挙行。
- 2020年（令和2年）
  - 4月1日 - 千歳中学校を統合。新校訓「誠実 連帯・立志 進取・拓魂 創造」を制定。
  - 4月7日 - 六ヶ所村立第二中学校統合記念式典を挙行。

## 通学区域
- 倉内・平沼・新城平・新納屋・中志・内沼・千歳・豊原・睦栄・千歳平・庄内・笹崎・六原・端[2]

## 周辺
- 国道394号
- 六ヶ所村立南小学校 - 進学前小学校
- 六ヶ所村立南こども園